# Quận Etowah, Alabama
Quận Etowah là một quận thuộc tiểu bang Alabama, Hoa Kỳ. Quận lỵ là Gadsden. Dân số năm 2000 là 103.459 người. Đây là quận có diện tích nhỏ nhất trong tiểu bang Alabama.